# مرو (معدن)

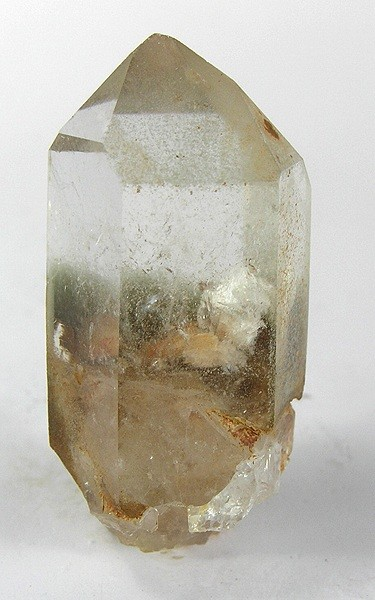
مرو مستخرج من طور سيناء

المرو أو الكوارتز هو معدن صلب متبلور يتكون من السيليكا (ثاني أكسيد السيليكون). ترتبط ذراته في إطارٍ متصلٍ من رباعي سطوح السيليكون والأكسجين SiO4، حيث تتشارك كل ذرة أكسجين بين رباعيي سطوح، ما يُعطي الصيغة الكيميائية الكلية SiO2. لذلك، يُصنف الكوارتز هيكليًا بوصفه معدن سيليكات هيكلي، وتركيبيًا بوصفه معدن أكسيد. يُعد الكوارتز ثاني أكثر المعادن وفرةً في القشرة القارية للأرض، بعد الفلسبار.
يوجد الكوارتز في شكلين: كوارتز ألفا العادي وكوارتز بيتا عالي الحرارة، وكلاهما كيرالي (ذو تناظر مرآتي). يحدث التحول من كوارتز ألفا إلى كوارتز بيتا فجأةً عند درجة حرارة 573 درجة مئوية (846 كلفن، 1063 درجة فهرنهايت). ولأن هذا التحول مصحوب بتغيرٍ كبيرٍ في الحجم، فقد يُسبب بسهولة تشققات دقيقة في السيراميك أو الصخور التي تمر عبر هذه العتبة الحرارية.
توجد أنواع عديدة ومختلفة من الكوارتز، يُصنف العديد منها ضمن الأحجار الكريمة. منذ العصور القديمة، كانت أنواع الكوارتز من أكثر المعادن استخدامًا في صناعة المجوهرات والمنحوتات الحجرية الصلبة، خاصةً في أوروبا وآسيا.
الكوارتز هو المعدن الذي يُحدد قيمة 7 على مقياس موس للصلابة، وهي طريقة خدش نوعية لتحديد صلابة المادة عند التآكل.

## أصل الكلمة
تشتق كلمة «كوارتز-quartz» من الكلمة الألمانية Quarz، التي كانت تحمل نفس الصيغة في النصف الأول من القرن الرابع عشر في اللغة الألمانية العليا الوسطى والألمانية الشرقية الوسطى، التي جاءت من المصطلح البولندي العامي twardy، والذي يُقابل المصطلح التشيكي tvrdý (صلب). مع ذلك، تُرجع بعض المصادر أصل الكلمة إلى الكلمة الساكسونية Querkluftertz، التي تعني خامًا متقاطع العروق.
أشار الإغريق القدماء إلى الكوارتز باسم κρύσταλλος (krustallos)، وهو مشتق من الكلمة الإغريقية القديمة κρύος (kruos) التي تعني «البرد المثلج»، لأن بعض الفلاسفة –ومنهم ثاوفرسطس- اعتبروا المعدن شكلًا من أشكال الجليد فائق التبريد. اليوم، يُستخدم مصطلح «بلورة الصخور» أحيانًا بديلًا للكوارتز الشفاف ذي التبلور الخشن.

## الدراسات المبكرة
اعتقد عالم الطبيعة الروماني بلينيوس الأكبر أن الكوارتز هو جليد مائي، يتجمد بشكل دائم بعد فترات طويلة من الزمن. ودعم هذه الفكرة بالقول إن الكوارتز يوجد بالقرب من الأنهار الجليدية في جبال الألب، لكن ليس على الجبال البركانية، وأن بلورات الكوارتز الكبيرة كانت تُصنع على شكل كرات لتبريد اليدين. استمرت هذه الفكرة حتى القرن السابع عشر على الأقل. كما لاحظ أيضًا قدرة الكوارتز على تقسيم الضوء إلى طيف.
في القرن السابع عشر، مهدت دراسة نيكولاس ستينو للكوارتز الطريق لعلم البلورات الحديث. إذ اكتشف أنه بصرف النظر عن حجم بلورة الكوارتز أو شكلها، فإن أسطح الموشور الطويلة متصلة دائمًا بزاوية 60 درجة مثالية، مكتشفًا بذلك قانون ثبات زوايا السطوح البينية.

## سحنة البلورة وبنيتها
ينتمي الكوارتز إلى النظام البلوري الثلاثي في درجة حرارة الغرفة، وإلى النظام البلوري السداسي عند درجات حرارة أعلى من 573 درجة مئوية (846 كلفن، 1063 درجة فهرنهايت). ويُسمى الأول كوارتز ألفا، في حين يُسمى الثاني كوارتز بيتا. الشكل البلوري المثالي هو موشور سداسي الأضلاع ينتهي بمعيني وجوه سداسي الأضلاع على شكل هرم عند كل طرف. في الطبيعة، غالبًا ما تكون بلورات الكوارتز توأمة (ببلورات كوارتز يمنى ويسرى)، أو مشوهة، أو متداخلة مع بلورات مجاورة من الكوارتز أو معادن أخرى بحيث تُظهر جزءًا فقط من هذا الشكل، أو تفتقر تمامًا إلى أوجه بلورية واضحة وتبدو ضخمة.
تتشكل البلورات جيدة التكوين عادةً على شكل دروز (طبقة من البلورات تبطن فراغًا)، ويُعد جيود الكوارتز مثالًا على ذلك. تتصل البلورات من أحد طرفيها بالصخرة المحيطة، ولا يوجد سوى هرم نهاية واحد. ومع ذلك، تحدث بلورات مزدوجة النهاية حيث تتطور بحرية دون ارتباط، مثلًا، داخل الجص.
يتبلور الكوارتز ألفا في النظام البلوري الثلاثي، الزمرة الفراغية 3121 P أو 3221 P (الزمرة الفراغية 152 أو 154 على التوالي) حسب الكيرالية. وفوق 573 درجة مئوية (846 كلفن، 1063 درجة فهرنهايت)، يتحول الكوارتز ألفا في 3121 P إلى 6422 P السداسي الأكثر تماثلًا (المجموعة الفراغية 181)، وينتقل الكوارتز ألفا في 3221 P إلى المجموعة الفراغية 6222 P (رقم 180).
هذه الزمر الفراغية كيرالية حقًا -ينتمي كل منها إلى الأزواج الأحد عشر المتماثلة ضوئيًا. ويُعد كل من الكوارتز ألفا وبيتا مثالين على هياكل بلورية كيرالية تتكون من كتل بناء كيرالية -رباعي السطوح SiO4 في هذه الحالة. ولا ينطوي التحول بين الكوارتز ألفا وبيتا إلا على دوران طفيف نسبيًا لرباعي السطوح لأحدهما بالنسبة إلى الآخر، دون أي تغيير في طريقة ارتباطهما. مع ذلك، يحدث تغير كبير في الحجم خلال هذا التحول، ما قد يؤدي إلى تشققات دقيقة كبيرة في السيراميك في أثناء الحرق، وفي الأحجار الزخرفية بعد الحرق وفي صخور قشرة الأرض المعرضة لدرجات حرارة عالية، ما يؤدي إلى إتلاف المواد التي تحتوي على الكوارتز وتدهور خصائصها الفيزيائية والميكانيكية.

## الأصناف (حسب التركيب المجهري)
مع أن العديد من أسماء الأصناف نشأت تاريخيًا من لون المعدن، فإن أنظمة التسمية العلمية الحالية تشير أساسًا إلى التركيب المجهري للمعدن. ويُعد اللون مُعرفًا ثانويًا للمعادن خفية التبلور، مع أنه مُعرف رئيسي للأصناف كبيرة التبلور.
يتمثل أهم فرق في التركيب المجهري بين أنواع الكوارتز في الكوارتز كبير التبلور (بلورات فردية مرئية بالعين المجردة) والأصناف دقيقة التبلور أو خفية التبلور (ركام من البلورات لا تُرى إلا عند التكبير العالي). وتكون الأصناف خفية التبلور إما شفافة أو معتمة غالبًا، في حين تميل الأصناف كبيرة التبلور إلى أن تكون أكثر شفافية. والعقيق الأبيض هو شكل خفي التبلور من السيليكا، يتكون من نتوءات دقيقة بين الكوارتز وموغانيت أحادي الميل متعدد الأشكال. والعقيق هو نوع من العقيق الأبيض، يتميز بأليافه وخطوطه المميزة، إما أفقية أو متحدة المركز. في حين أن معظم العقيق شفاف، فإن الجزع هو نوع من العقيق أكثر عتامة، ويتميز بخطوط أحادية اللون عادةً ما تكون سوداء وبيضاء. والعقيق اللحمي أو العقيق الأحمر هو نوع شفاف من العقيق الأبيض، لونه برتقالي محمر. واليشب هو حجر صوان أبيض معتم أو عقيق أبيض غير نقي.
| النوع           | اللون والوصف | الشفافية          | البنية المجهرية |
| بلور صخري       | دون لون | شفاف              | كبير التبلور    |
| الجمشت          | كوارتز أرجواني إلى البنفسجي | شفاف              | كبير التبلور    |
| السترين         | كوارتز أصفر يتراوح بين البرتقالي المحمر أو البني (سيترين ماديرا)، وأحيانًا الأصفر المخضر                                                                           | شفاف              | كبير التبلور    |
| الكوارتز الوردي | وردي، قد يظهر النجمية | شفاف              | كبير التبلور    |
| العقيق الأبيض   | ليفي، ويوجد بأنواع عديدة. يُستخدم هذا المصطلح غالبًا للإشارة إلى مادة بيضاء، غائمة، أو فاتحة اللون، تتداخل مع الموغانيت. وإن لم تكن كذلك، تُستخدم أسماء أكثر تحديدًا. | نافذ إلى معتم     | خفي التبلور     |
| عقيق لحمي       | عقيق أبيض برتقالي محمر | نافذ              | خفي التبلور     |
| الأفينتورين     | كوارتز مع شوائب صغيرة مصطفة (عادةً ما تكون ميكا) تظهر بريقًا متلألئًا                                                                                                | نافذ إلى معتم     | كبير التبلور    |
| العقيق          | عقيق أبيض متعدد الألوان، متحد المركز أو مخطط أفقيًا | شبه نافذ إلى نافذ | خفي التبلور     |

## الأنواع

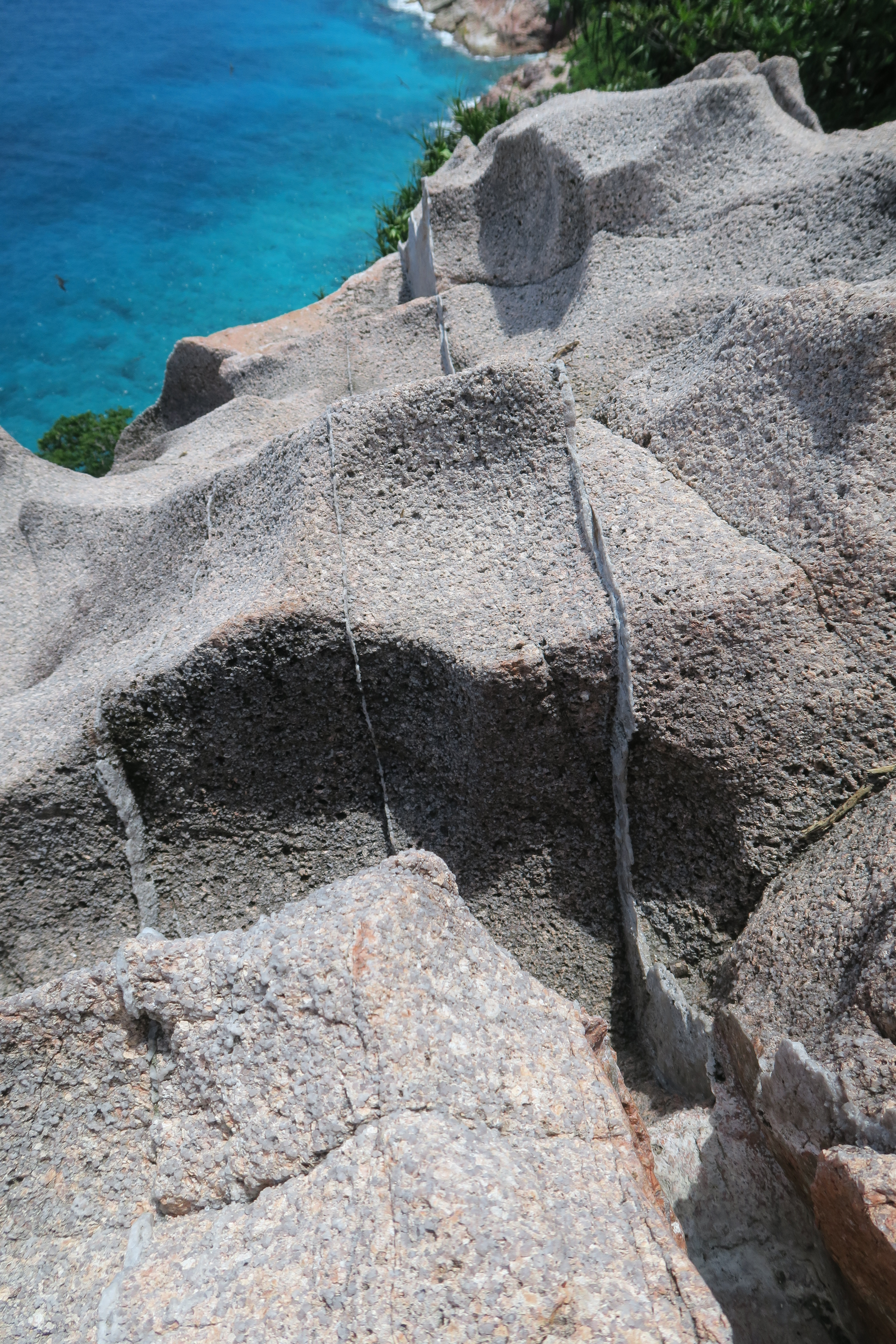
صخرة الجرانيت في جرف جروس لا تيت – جزيرة آريد ، سيشيل

هناك العديد من أنواع المرو، وغالبا ما يقسمها الجيولوجيون إلى مجموعتين عامتين، هما: الخشنة التبلر، والخفية التبلر.

### خشنة التبلر
الأشكال الخشنة التبلر من المرو فتشمل البلورات السداسية الجوانب شبه المنشورية، والكتل الحبيبية الكبيرة، التي يمكن فيها رؤية حبيبات المرو المفردة. ويعد البلور الصخري مروا خشن التبلر، ويوجد في شكل بلورات نقية لا لون لها. ويطلق على بعض الأنواع الملونة من بلورات المرو الخشن التبلر، مثل الجمشت والسيترين، اسم التوباز الزائف، وهي تقطع إلى أحجار كريمة. والأشكال الحبيبية من المرو الخشن التبلر تشمل الحجر الرملي المروي والرمل المروي. ويعد المرو الوردي والمرو الحليبي من الأشكال الحبيبية الملونة.
وينشأ لون نوع ما من أنواع المرو الخشن التلبر عن مقادير صغيرة من الألومنيوم والكالسيوم والحديد والليثيوم والمغنسيوم والصوديوم وغيرها من العناصر في تركيبها البلوري. فعلى سبيل المثال، ينجم اللون البنفسجي الضارب إلى الزرقة، الذي يميز الجمشت عن وجود الحديد والمغنسيوم، وقد ينجم التلون كذلك عن تغيرات أو عيوب في التركيب البلوري للمرو. والمظهر الدخاني الذي يتخذه الكيرنجورم الذي يدعى كذلك المرو الدخاني ينجم كذلك عن مثل هذه التغيرات. ويطلق تحلل عنصر نشط إشعاعيا، مثل اليورانيوم والثوريوم في المرو طاقة إشعاعية نشطة تغير التركيب البلوري. وبسبب هذا التغيرلا يمكن لأشعة الضوء أن تتخلل البلورة، فينجم اللون الدخاني عن ذلك.

### خفية التبلر
الأشكال الخفية التبلر فلها حبيبات مفردة من المرو، لايمكن رؤيتها إلا بالاستعانة بالمجهر. وتشمل هذه الأشكال العقيق الأبيض والسرت والظر واليشب. ويتألف الخشب المتحجر من العقيق الأبيض الذي حل محل الليف الخشبي الأصلي. والعقيق الأحمر والعقيق نوعان من العقيق الأبيض يستخدمان حليا.

## الخواص والاستخدامات
للمرو خاصية مهمة تسمى التأثير الكهروإجهادي. انظر: الكهروإجهادية. فعندما تضغط صفيحة (شريحة) من المرو ميكانيكيًا، فإنها تكتسب شحنة موجبة من جانب، وسالبة من جانب آخر. وهذه الظاهرة هي توليد كهربائي إجهادي للجهد الكهربائي عبر البلورة. وهي تمكن تيارًا كهربائيا أو إشارة كهربائية من المرور عبر البلورة. وتستخدم بلورات المرو، في ناقلات الموجات الخاصة بأجهزة المذياع والتلفاز ومعظم الردارات. وفي مثل هذه الناقلات، تضخم الإشارة الكهربائية المولدة وتغير إلى موجة راديوية ذات تردد معين.
وهذ الخاصية المسماة بالكهروإجهادية، التي يتمتع بها المرو، تتيح الأساس لتشغيل ساعات الحائط. والجهد الكهربائي الذي يسلط على شريحة بلورة المرو يجعل هذه الشريحة تتمدد وتنكمش، الأمر الذي يؤدي إلى إحداث ذبذبات بمعدل منتظم. ويحدد حجم الشريحة عدد الذبذبات في كل ثانية، ثم تحول الذبذبات إلى ثوان ودقائق وساعات. انظر: ساعة اليد.
ولايتمدد المرو كثيرا، لدى تسخينه، كما أنه لايتصدع عندما يتم تبريده بسرعة، وهذه الخواص تجعل من المرو مادة مهمة في صنع الحاويات الزجاجية، التي يمكن أن تصمد في وجه درجات الحرارة الشديدة الارتفاع.
وتستخدم البلورة الصخرية في صنع العدسات لبعض التلسكوبات والمجاهر، وكما تستخدم بلورات المرو الكبيرة كذلك في صنع نبائط بصرية أخرى. ومعظم بلورات المرو المستخدمة لأغراض صناعية تنتج بشكل اصطناعي بسبب الإمداد المحدود من البلورات الطبيعية. ويعد حجر المرو الرملي مادة مألوفة من مواد البناء. ويستخدم رمل المرو في صنع الورق الرملي وأوراق الصنفرة والرحي.